# Oligodon affinis
Espèce
Statut de conservation UICN

 LC  : Préoccupation mineure
Oligodon affinis est une espèce de serpent de la famille des Colubridae.

## Répartition
Cette espèce est endémique d'Inde. Elle se rencontre dans les Ghâts occidentaux.

## Description
Oligodon affinis mesure jusqu'à 30 cm. Son dos est gris brunâtre, avec des motifs brun-rouge sur la tête. Sa face ventrale est jaune avec des rayures noires.

## Publication originale
- Günther, 1862 : On new species of snakes in the collection of the British Museum. Annals and Magazine of Natural History, ser. 3, vol. 9, p. 52-67 (texte intégral).